# Milli Firka (NRO)
Milli Firka (kyrillisch Милли фирка, wörtl. Volkspartei) ist eine im Jahr 2006 gegründete krimtatarische Nichtregierungsorganisation. Sie steht in Opposition zum Medschlis des Krimtatarischen Volkes. Milli Firka unterstützte 2014 die völkerrechtswidrige Annexion der Krim durch Russland.

## Geschichte
Im Zuge der 1917 erfolgten Gründung der Volksrepublik Krim nach der Februarrevolution gründeten die Krimtataren eine eigene Partei namens Milli Firka, die während des Russischen Bürgerkriegs wieder verboten wurde.
Im Juli 2006 gründete eine Reihe von krimtatarischen Aktivisten eine gleichnamige Organisation und beanspruchten die Nachfolge der historischen Milli Firka für sich. Als offizielle Nichtregierungsorganisation wurde sie jedoch erst am 7. März 2007 von der ukrainischen Regierung anerkannt, weil die Satzung der Milli Firka laut dem ukrainischen Justizministerium teilweise „nicht mit der aktuellen Gesetzgebung übereinstimmte.“ Ein Gründungsmitglied und der aktuelle Vorsitzende der Organisation ist Vasvi Abduraimow.
Anfang August 2008 legte die Milli Firka zusammen mit einer anderen krimtatarischen NRO namens Namus beim Verwaltungsgericht der Krim Einspruch gegen eine vom ukrainischen Bildungsministerium eingereichte Ministerialverordnung ein, die vorsehen sollte, die Lehre von Regionalsprachen auf ukrainischen Schulen zu verbieten.
Während der Parlamentswahl in der Ukraine 2007 beteiligten sich Mitglieder der Milli Firka an der Gründung von Wahlkommissionen für den Blok Juliji Tymoschenko. Bei der Präsidentschaftswahl 2010 rief die Milli Firka die Krimtataren hingegen dazu auf, keinen Präsidentschaftskandidaten zu unterstützen. Dieses Vorgehen wurde von einigen prominenten Mitgliedern der Organisation als widersprüchlich angesehen, was sie zum Austritt aus der Milli Firka verleitete.
Da die ukrainische Regierung unter Wiktor Janukowytsch die Zusammenarbeit mit dem pro-EU-eingestellten Medschlis ablehnte, arbeitete sie stattdessen bevorzugt mit der Milli Firka bei krimtatarischen Angelegenheiten zusammen. Die Repräsentativkörperschaft der Krimtataren, die größtenteils aus Mitgliedern des Medschlis bestanden hat, wurde im August 2010 durch ein Dekret von Präsident Janukowytsch verringert. Viele Mitglieder der Repräsentativkörperschaft aus den Reihen des Medschlis wurden dabei durch Mitglieder der Milli Firka ersetzt.
Seit den frühen 1990er Jahren organisierte der Medschlis jährlich am 18. Mai Versammlungen, um an die Deportation der Krimtataren 1944 zu gedenken. Unter dem anti-tatarischen Ministerpräsidenten der Krim Anatolij Mohiljow erklärte der Stadtrat Simferopols am 25. Februar 2013 die Versammlung am 18. Mai für verboten. Der Medschlis drohte daraufhin mit Protesten. Währenddessen verkündeten die Behörden der Krim, sie hätten einen Vorschlag der Milli Firka akzeptiert, die Versammlung stattdessen von ihr organisieren zu lassen. Im April verkündete Mohiljow, das am 18. Mai zwei Versammlungen stattfinden sollten: Eine vom Medschlis organisierte und eine von der Milli Firka. Der Medschlis, der gegen eine doppelte Versammlung war, rief die internationale krimtatarische Diaspora zu Protesten auf, die dazu führten, dass mehrere krimtatarische Gemeinden für den 18. Mai Demonstrationen vor den ukrainischen Botschaften mehrerer europäischer Hauptstädte planten. Infolgedessen verkündete die Milli Firka, sie würde am 18. Mai weder eine eigene Versammlung abhalten, noch sich der Versammlung des Medschlis anschließen.
Während der Euromaidan-Proteste stand die Milli Firka im Gegensatz zum Medschlis auf der Seite von Präsident Wiktor Janukowytsch und der Antimaidan-Bewegung.
Während der Annexion der Krim durch Russland verkündete die Milli Firka, im Gegensatz zum Medschlis, der das Referendum über den Status der Krim boykottierte, dass die Krimtataren an der Abstimmung teilnehmen würden. Der Vorsitzende der Organisation Abduraimow hatte mehrere Auftritte im russischen Fernsehen, in denen er sich für den Anschluss der Krim an Russland ausgesprochen hatte.
Am 11. Mai verlieh das russische Verteidigungsministerium drei Mitgliedern der Milli Firka Medaillen für ihren Beitrag bei der „Rückkehr der Krim.“ Durch ein Dekret von Präsident Wladimir Putin erhielt der Vorsitzende der Organisation Abduraimow einen Orden zweiten Grades „Für Dienste für das Mutterland.“
Abduraimow nahm am ersten Treffen der Vertreter der krimtatarischen Gemeinde mit Präsident Putin am 16. Mai 2014 teil. Putin hatte es dabei bevorzugt, zuerst mit den in Opposition zum Medschlis stehenden Vertretern zu sprechen.

## Ansichten
Die Satzung der Organisation beinhaltet die Frage nach der staatlichen Selbstständigkeit, die Anerkennung des Genozids der deportierten Krimtataren und Entschädigungen dafür. Das Verhältnis der Milli Firka zum ukrainischen Staat hängt laut ihrer Satzung von der Haltung der Ukraine bezüglich der Selbstbestimmung der Krimtataren ab. Solange sie diese nicht anerkennt, würde die Milli Firka die Ukraine als „ausländische Neokolonialmacht“ betrachten.
Der Vorsitzende der Organisation Abduraimow schickte während des Kaukasuskriegs 2008 einen offenen Brief an Russland und Tatarstan, in dem er darum bat, russische Truppen zur Krim zu schicken um „die indigenen und andere zahlenmäßig kleine ethnischen Minderheiten vor der völkermordenden Politik der Ukraine zu schützen.“
Bei einem Interview am 27. Februar 2014 empfahl Abduraimow für Russland ein aktiveres Vorgehen auf der Krim, falls es „die Ukraine nicht als freundliches Land verlieren und eine NATO-Grenze nahe Smolensk haben möchte.“ Er bezeichnete die separatistischen Bestrebungen auf der Krim als „Versuch der Bewohner der Krim, die bösen Bandera-Anhänger, die von kalten Pragmatikern aus Washington und Brüssel finanziert und bewaffnet werden, wegzufegen.“ Außerdem kritisierte er die Medien dafür, sie würden die Situation auf der Krim angeblich so darstellen, als wären alle Krimtataren geschlossen für die Euromaidan-Bewegung. Bei einem Interview am 14. März 2014 begründete Abduraimow den bevorzugten Anschluss an Russland damit, dass seiner Meinung nach alle Slawen und Turkvölker in einem gemeinsamen Land namens „Eurasien“ leben sollten.